# Zhu Qihui
Zhu Qihui (xinès simplificat: 朱启慧, pinyin: Zhū Qǐhuì; Chongqing, segle XX) és un mestre d'arts marcials sinovalencià, deixeble de la trentadosena generació del Temple Shaolin, amb nom budista Shixinghui. Creador del Gimnàs i Centre Cultural Shaolin València, ha exercit de coreògraf i actor.
Mestre de Taiji estil Chen, cinturó negre i sext dan de Wushu, va treballar en el cinema de Hong Kong abans d'assentar-se a València el 2004. Ha aparegut a sèries de Canal Nou, a Sin Identidad d'Antena 3, i a la pel·lícula Anacleto, Agent Secret, així com a treballs publicitaris.